# Dưới làn lửa đạn
Dưới làn lửa đạn (tiếng Nga: Под ливнем пуль) là một bộ phim truyền hình thuộc thể loại tâm lý - chiến tranh, có yếu tố giả tưởng của Kênh truyền hình 1. Bộ phim được trình chiếu trong dịp kỷ niệm 61 năm ngày Chiến thắng phát xít Đức (9/5/1945 - 9/5/2006).

## Nội dung
- Tập 1: Vũ khí bí mật (Секретное оружие)
- Tập 2: Những đứa con của Đại tướng (Дети генерала)
- Tập 3: Bệnh viện (Госпиталь)
- Tập 4: Đối đầu (Противостояние)

## Diễn viên
- Kirill Pletnyov... Trung úy Andrey Besfamilnov
- Ivan Mokhovikov... Shmelev
- Yan Tsapnik... Đại úy Tikhomirov
- Mikhail Prismotrov... Voronkov
- Aleksey Ilyn... Safronov
- Yelizaveta Arzamasova... con gái của tướng Alyon
- Vadim Andreyev... Đại tướng
- Lev Prygunov... bác sĩ trưởng Tumanov
- Tatyana Arntgolts... y tá Katya
- Grigory Kalinin... Binh nhì Alyosha Kovalev
- Zakhar Ronzhin... Milyutin
- Yury Loparyov... Semyonych
- Yury Safarov... Kabakhidze
- Lyubov Omelchenko... Lukyanikha

## Ê-kíp
- Giám đốc sản xuất: Sergey Kuchkov
- Âm thanh: Dmitry Vasilyev
- Âm nhạc: Aleksey Karpov
- Dựng phim: Pavel Kulakov